# 白令海小耙杜父魚
白令海小耙杜父魚為輻鰭魚綱鮋形目杜父魚亞目杜父魚科的其中一種，為深海魚類，分布於東北太平洋白令海至阿拉斯加灣海域，棲息深度100-740公尺，體長可達16公分，棲息在底層水域，生活習性不明。